# 掃天星表
掃天星表（そうてんせいひょう Durchmusterung, survery catalogue）は、全天の恒星を調べた星表。『ボン掃天星表』、『南天掃天星表』、『コルドバ掃天星表』、『ケープ写真掃天星表』の4つの星表を包括的に指している。ボン天文台で1859年から1903年に製作された。
今日、掃天星表は恒星のみではなく、他の天体も探している。特徴は、電磁スペクトルでの調査で、これは可視光と比較されている。ドイツ名であるDurchmusterungが英名にもなっており、これは「物体、情報の組織的調査」という意味である。
掃天星表は44年間に渡って調査されており、視等級が9-10等星までのおおよそ325,000個の恒星の位置、視等級についてまとめられている。これはAG星表、SAO星表などの20世紀の星図の基礎になったとされる。

## 起源
『ボン掃天星表』 (Bonner Durchmusterung, BD) はドイツのフリードリヒ・ヴィルヘルム・アルゲランダー、アーダルベルト・クリューガー、エドワード・シェーンフェルトによって発表された。320,000個の恒星の1855.0年分点での位置を網羅しているものであった。これは現代の星図の草分けとして認識されている。
『南天掃天星表』 (Sudliche Durchmusterung, SD)が、1886年に追加された。ボン掃天星表自体はボン天文台での観測に基づいており、北天と若干の南天域のみをカバーするものだったため、南天掃天星表によって赤緯 -1°～-23°の120,000星が追加された。

## 拡張
初期の分野の天体物理学や天体力学、太陽系の研究など、多くの天文学の探求は根本的に地図表やボン掃天星表のデータによるところが大きかったが、その後、位置の正確さが厳密な研究計画には不適当になってきた。また、ボン掃天星表はドイツから見ることのできない南天についての記述はなく、全天をくまなく表記しきれなかった。
このため、科学共同体は2つの追加観測で南天の情報の補足を決定した。これらは南半球のアルゼンチンのコルドバ、南アフリカのケープタウンの天文台で行われた。ジョン・M・トーミの主導で1892年に『コルドバ掃天星表』（Córdoba Durchmusterung, CDまたはCoD、580,000星）を発表し、1896年には『ケープ写真掃天星表』（Cape Photographic Durchmusterung, CPD）が発表された。コルドバ掃天星表は肉眼観測のみによって作られており、ボン掃天星表と同じ作り方である。これに対し、ケープ写真掃天星表は新技術として充分な精度があることが確認された写真を使っての処理が行われている。
これらの2つの掃天星表によって、さらに厳密な出展体型が設立され、19世紀広範には天文学者や測地学者は地軸、春分点、黄道平面に基づく天文基礎共通座標方式を使うようになった。この方式はベルリン天文台の基本星表の前提となり、掃天星表やAGKの厳密な座標機構に使われるようになった。
その後、1920年代にFK3に現代化され正確性が±1まで押さえられ、現行、地球測地学で最新の物はFK6で正確性が0.1まで小さくなっている。さらに電波天文測定で現在では正確性が±0.1よりも良い状態になっている。

## 現代対応
これと並行して、地球を公転する観測衛星が計画された。これらの開発による、最大の結果はヒッパルコス衛星であり、1000以上のCCDカメラのネットワークで全天の108,000の星が測定された。これによってヒッパルコス星表、また、ティコ星表、ティコ第二星表が製作された。
- ヒッパルコス星表 (108,000個, 正確性 ±0.003")
- ティコ星表 (>1,050,000個, 正確性 ±0.03")
- ティコ第二星表 (>2,500,000 二重星やその他の誤差についても改訂している。)

今後、ガイア衛星を使うことが計画されており、ガイア計画はおおよそ13等星までの恒星を表示し、ティコ第二星表の10倍の恒星について調べる予定である。これによって、この銀河の星のうち、現代よりも極端に精度が必要な研究においても充分なほどの数の星が星表になると考えられる。

## 星表番号
掃天星表番号は現在も使われており、上記四つの掃天星表がそれぞれ番号の前につける頭文字を持っている。ボン掃天星表と改訂南天版の場合は頭につける略号をBDとしている。コルドバ掃天星表、ケープ写真掃天星表は両方CDであり、それぞれCoD、CPと略す。しかし、コルドバ星表をCD、ケープ星表をCPDと表すことが多い。
これらの番号はシリウスを例に挙げるとBD-16 1591のようになっており、この場合はBDが掃天星表の略号であり、-16は赤緯を表し、1591が番号になっている。
これらをまとめて区別せずに『Durchmusterung』から来ているDMの略号をつけることもある。しかし、掃天星表の3つの星表のうち複数に重複して恒星が乗っているものもあるため、混乱をまねく可能性がある。
天文学者はスペクトルの記載のあるHD星表を好んで使用するが、古いが記載されている星が膨大な掃天星表はHR星表にない星を記載しており、このような場合掃天星表が使用される。しかし、多くの星表では掃天星表との相互参照に、複数の掃天星表に重複して記載のある恒星について、どの掃天星表との参照なのかが指定されていないこともしばしばである。